# 原子实
原子实（atomic core，atomic kernel）物理学界又称之为“原子芯”，是一个应用越来越广泛的概念。在书写电子排布式时，通常把内层电子已达到稀有气体结构的部分写成稀有气体的元素符号外加方括号的形式来表示，这部分称为“原子实”。比如钪的基态原子电子排布式为：1s22s22p63s23p63d14s2，也可以表示为[Ar]3d14s2。
根据定义可知，不可由原子实直接表示对应稀有气体的电子排布式。

### 争议
原子实有另一种定义：原子中，由除价电子以外的内层电子组成原子实。但是这种定义有弊端，比如对于82Pb：[Xe]4f145d106s26p2来说，价电子构型是6s26p2，价电子层以里是[Xe]4f145d10，即使是这种定义的书也认为[Xe]才是原子实，而[Xe]4f145d10不属于原子实。